# 123型魚雷艇

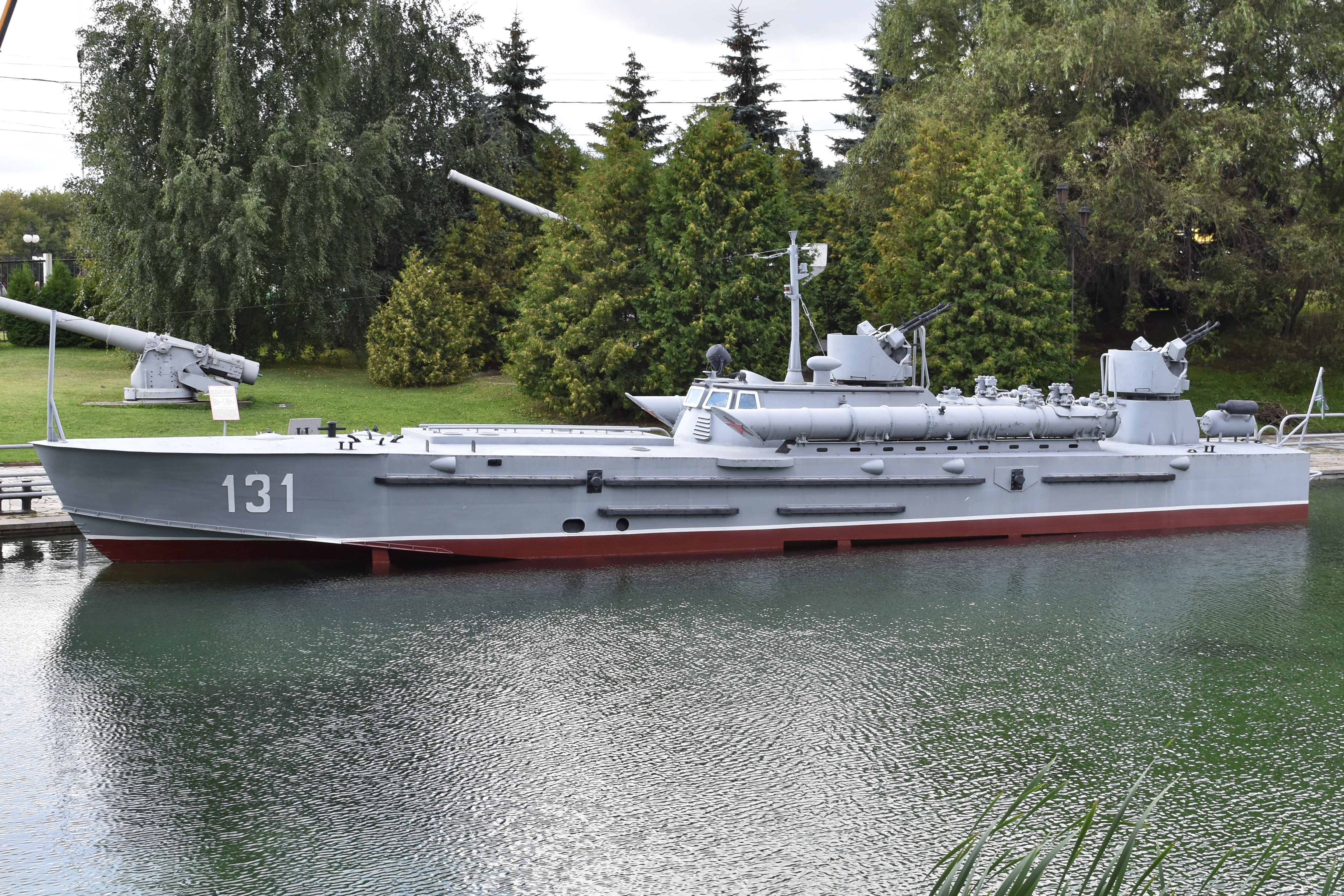
123型魚雷艇

123型魚雷艇，又名共青團員級魚雷艇，北約代號為「P4魚雷艇」，是前蘇聯194號工廠在1939年推出的魚雷艇。第一艘魚雷艇在1940年10月25日開始服役並被編入黑海艦隊，在第二次世界大戰期間為蘇聯海軍主力魚雷艇之一，由1951年開始，蘇聯也向包括中國在内的國家出口該級魚雷艇。

## 型號

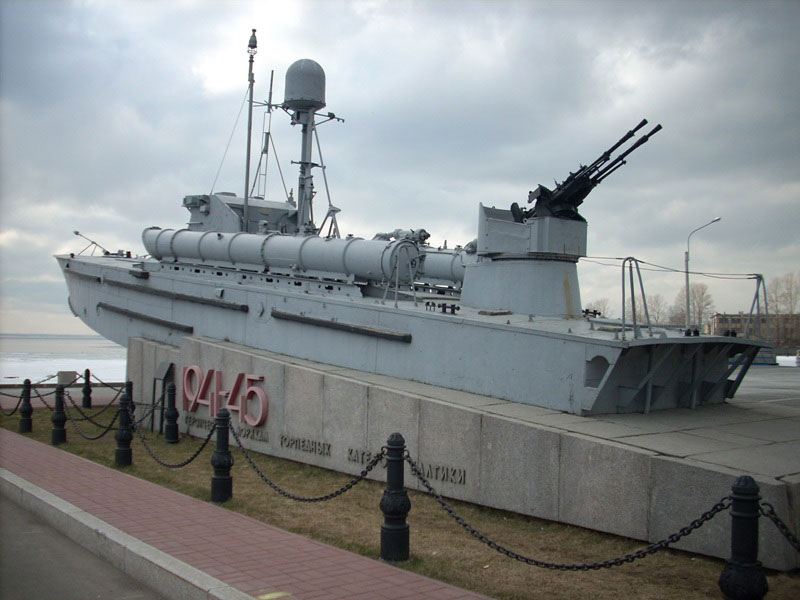
配備一部「皮頭」雷達的123-K

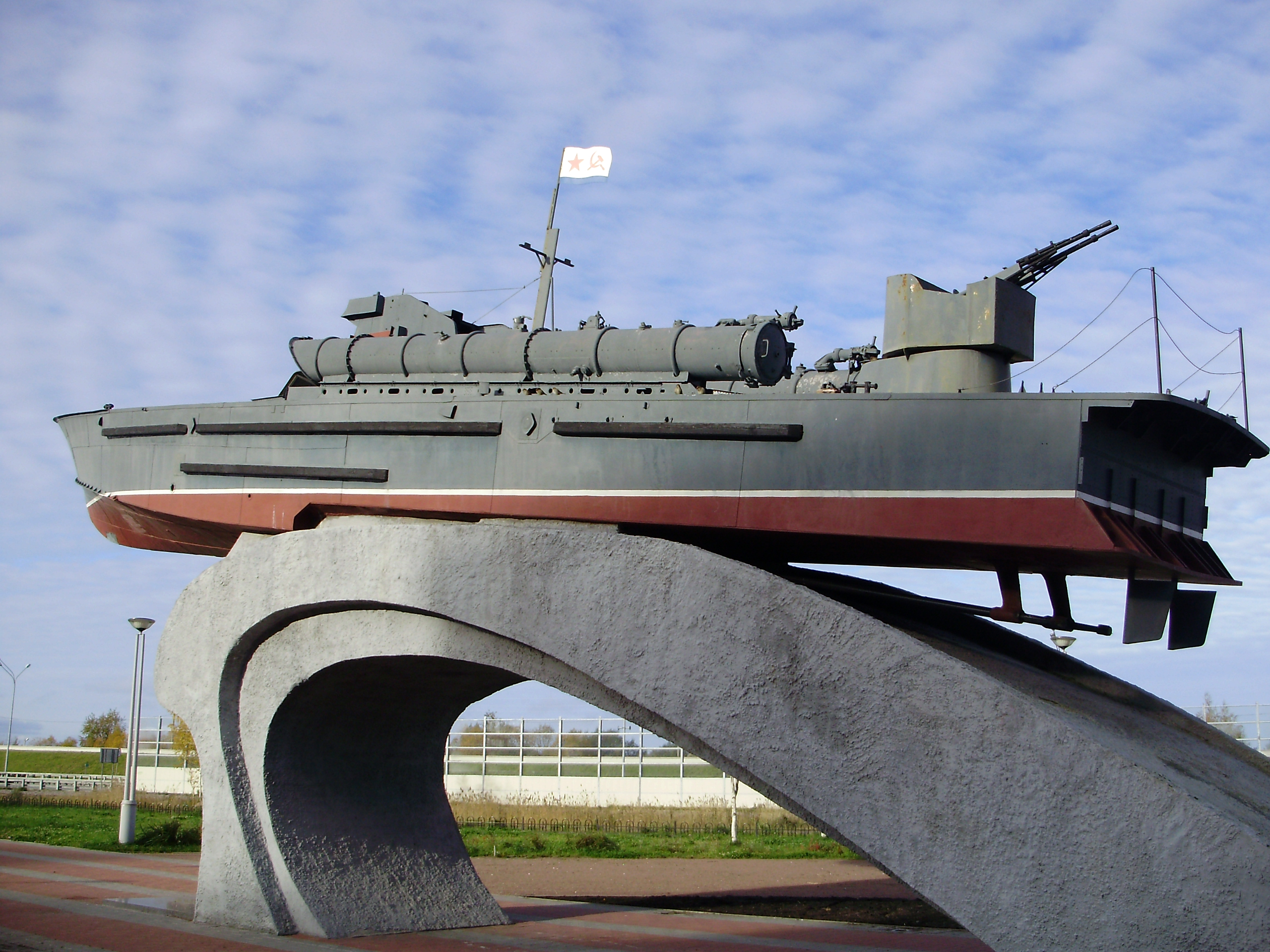
沒有雷達的123-B

- 123-K:配備一部「皮頭」雷達
- 123-B:沒有雷達而祇有磁羅經

## 基本資料（123-B）
- 標準排水量:21噸
- 全長:18.5米
- 全闊:3.4米
- 全高:1.2米
- 最快速度:42節
- 航程:740公里（13節）
- 動力:2部M50柴油發動機（每部1250匹馬力）
- 武裝:2條457毫米口徑魚雷+雙聯裝14.5毫米口徑KPV重機槍
- 乘員數:9人

## 設計簡介
123型魚雷艇的艇身用鋁合金製造而且形狀細長，這可以減少在水中的阻力，其艇身吃水淺而令它可以在滿佈海底暗礁的海域航行，而缺點是耐波性不足，其艇身內部有5個水密隔艙，動力是兩部一前一後放置的柴油發動機，雙舵雙螺旋槳（螺旋槳軸一長一短）。
123型魚雷艇除了耐波性不足、其航程也短，裝甲防護也差，但它的速度和機動性良好，配備有兩條魚雷，可以向敵艦高速接近並發射魚雷，然後快速逃走，其艇尾也有發煙器，必要時能製造煙幕以利逃走。
123型魚雷艇的魚雷發射管在駕駛艙左右兩側的甲板上方，要發射魚雷時是用機械點燃小塊火藥作為發射藥，也可以用機械放出壓縮空氣代替點燃火藥。

## 123型魚雷艇在中國

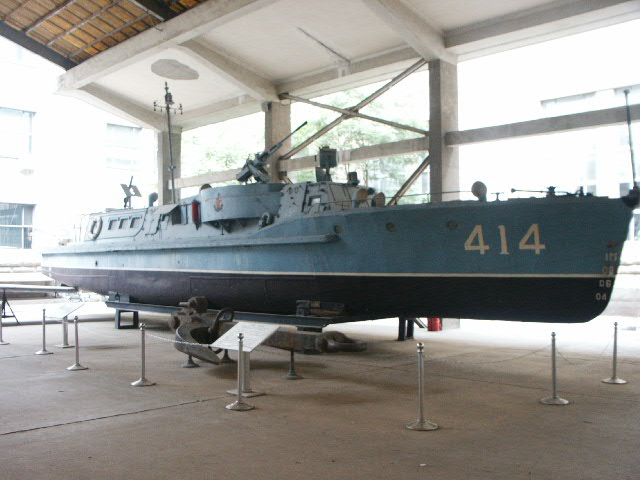
中國解放軍海軍123-B魚雷艇

1950年，在蘇聯專家幫助下在青島成立魚雷艇學校，第一批學員有897人畢業，1951年向蘇聯購買36艘123型魚雷艇，而且在上海、青島、塘沽和廣州各成立一個魚雷艇大隊
1964年，145號艇由於發生意外而沉沒於廣東上川島外海35海里處，123型魚雷艇現已全部退役，1983年，有4艇123型魚雷艇移交給孟加拉海軍

## 實戰

### 中國解放軍海軍
- 1954年11月14日，由護衛艇拖曳4艘123型魚雷艇，在高島附近海域埋伏，擊沉國軍太平艦。
- 1955年1月10日晚上，3艘123型魚雷艇出擊在大陳島以西的國軍軍艦，其中102號艇使用魚雷擊沉國軍靈江號巡邏艦。
- 1955年1月20日凌晨，2艘123型鱼雷艇和2艘123K型鱼雷艇，在大陈岛东南海域重創國軍鄞江號巡邏艦。
- 1958年金門炮戰期間的8月24日，解放軍出動6艘123型魚雷艇，擊沉向金門運送補給國軍軍租商船台生輪，並擊傷中海號登陸艦。但175號艇隨後被中海號、美頌號及湘江號集火擊沉，其水兵在海上漂流38小時後有5人獲救。
- 1958年9月2日，解放軍出動6艘123型魚雷艇和砲艇阻止國軍對金門的補給作業，在九二海戰中被國軍護航艦隊擊沉至少2艘魚雷艇。

## 流行文化
1959年為了慶祝中華人民共和國建國十週年，八一電影製片廠決定綜合123型魚雷艇的實戰作為故事藍本，拍攝成海戰電影「海鷹」，其中主角的909號艇是一艘沒有雷達的123-B

## 使用國家

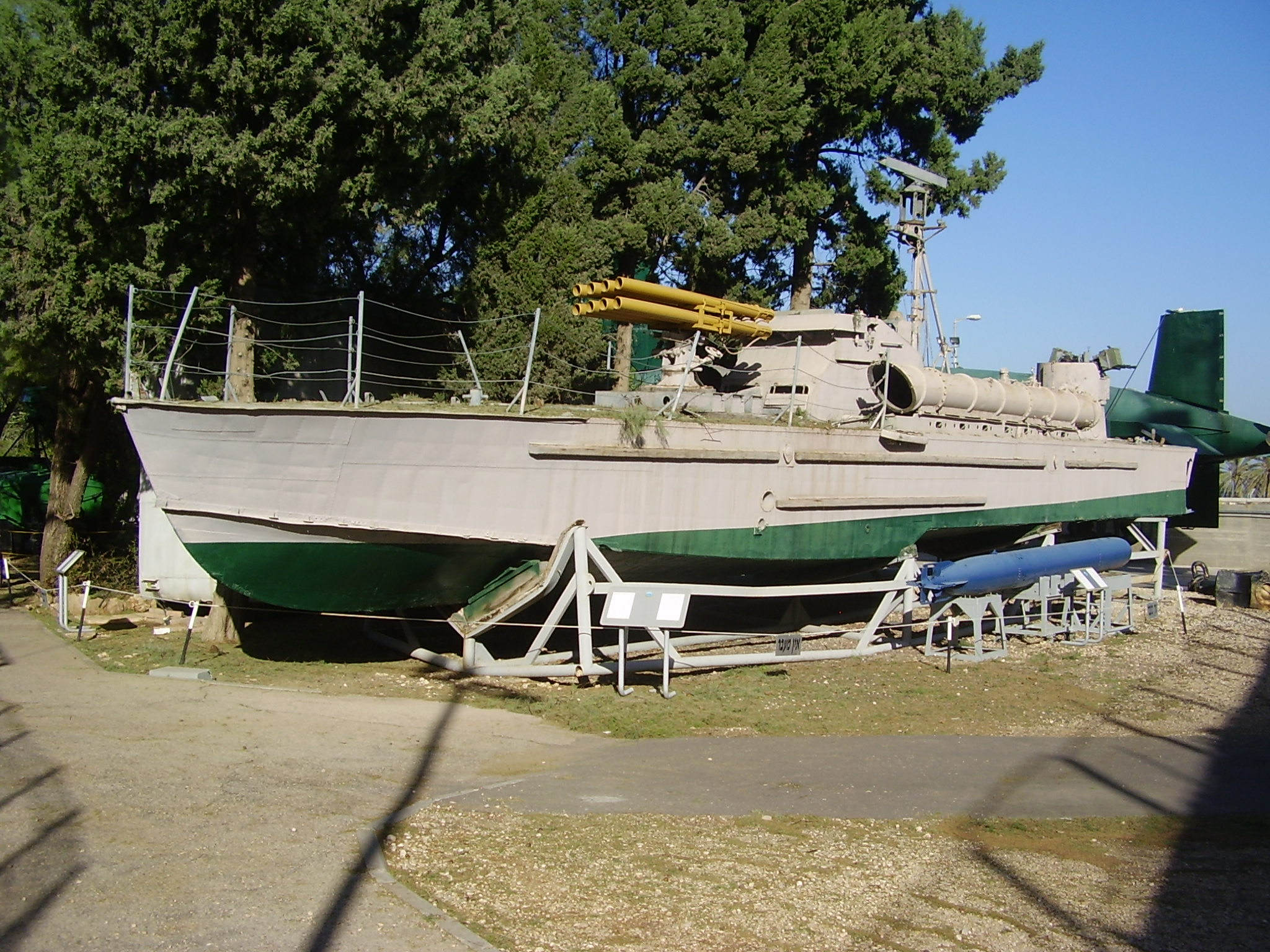
埃及海軍的123-K魚雷艇

- 苏联
- 中华人民共和国
- 埃及
- 越南
- 以色列
- 賽普勒斯

## 外部連結
- 魚雷艇：智勇兼備的“怒海雷霆” （页面存档备份，存于）